# Ködfoltos cincér
A ködfoltos cincér (Mesosa nebulosa) a cincérfélék családjába tartozó, Európában, Kis-Ázsiában és Észak-Afrikában honos, lombos fákon élő bogárfaj. 

## Megjelenése
A ködfoltos cincér testhossza 9-16 mm. Testalkata széles, erőteljes. Az előtor oldalai ívesek, vállai kiugrók, szárnyfedőinek oldalvonalai kb. a háromnegyedükig párhuzamosak.  Színe rejtőszín, barna-szürke-sárga-fehéresen márványosan foltos. A szárnyfedők közepén széles, sötétbarnán vagy feketén keretezett, zegzugos szélű világos keresztsáv húzódik; ez alatt cikkcakkos sötét vonal látható. A csápok a harmadik íztől kezdve barnák és a tövük szürke gyűrűs. A fej és az előtor hosszanti csíkos. Az előtor oldalt durván pontozott. A mellközépen nincs előreugró dudor. 

## Elterjedése és életmódja
Európában (az Ibériai-félszigettől Délnyugat-Oroszországig), Törökországban és Észak-Afrikában honos. Magyarországon a hegy- és dombvidékeken elterjedt, gyakori faj. 
Lárvája különféle lombos fák (tölgy, bükk, dió, gyertyán, mogyoró, alma, szilva, éger, fűz, gesztenye stb.) elhalt, korhadó ágaiban él a kéreg alatt. Fejlődése 2-3 évig tart, majd ősszel bebábozódik és a kikelt imágó a bábkamrában áttelel. A bogarak áprilistól júniusig rajzanak. Többnyire a fák koronájában, az elhalt ágakon tartózkodnak.

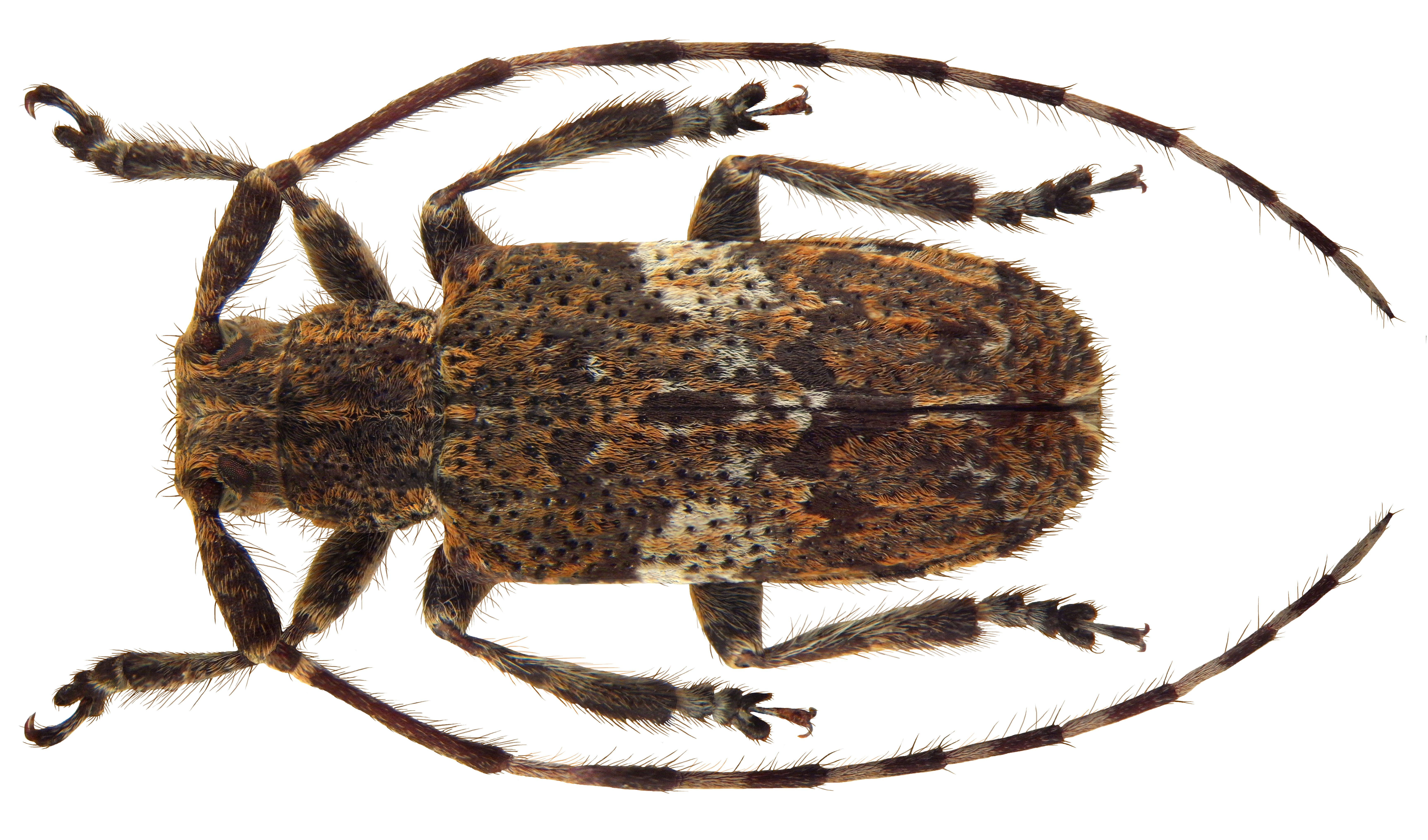
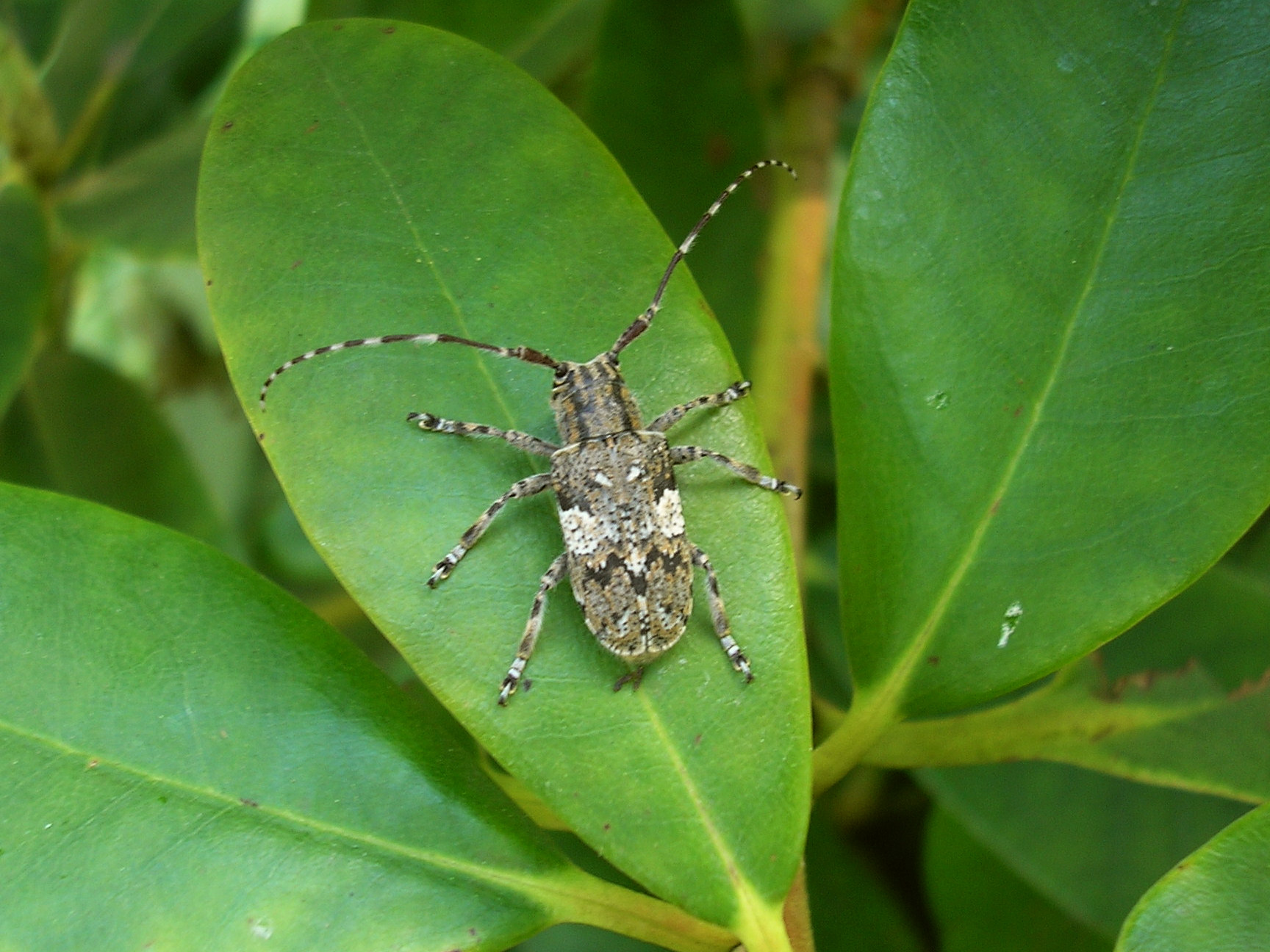
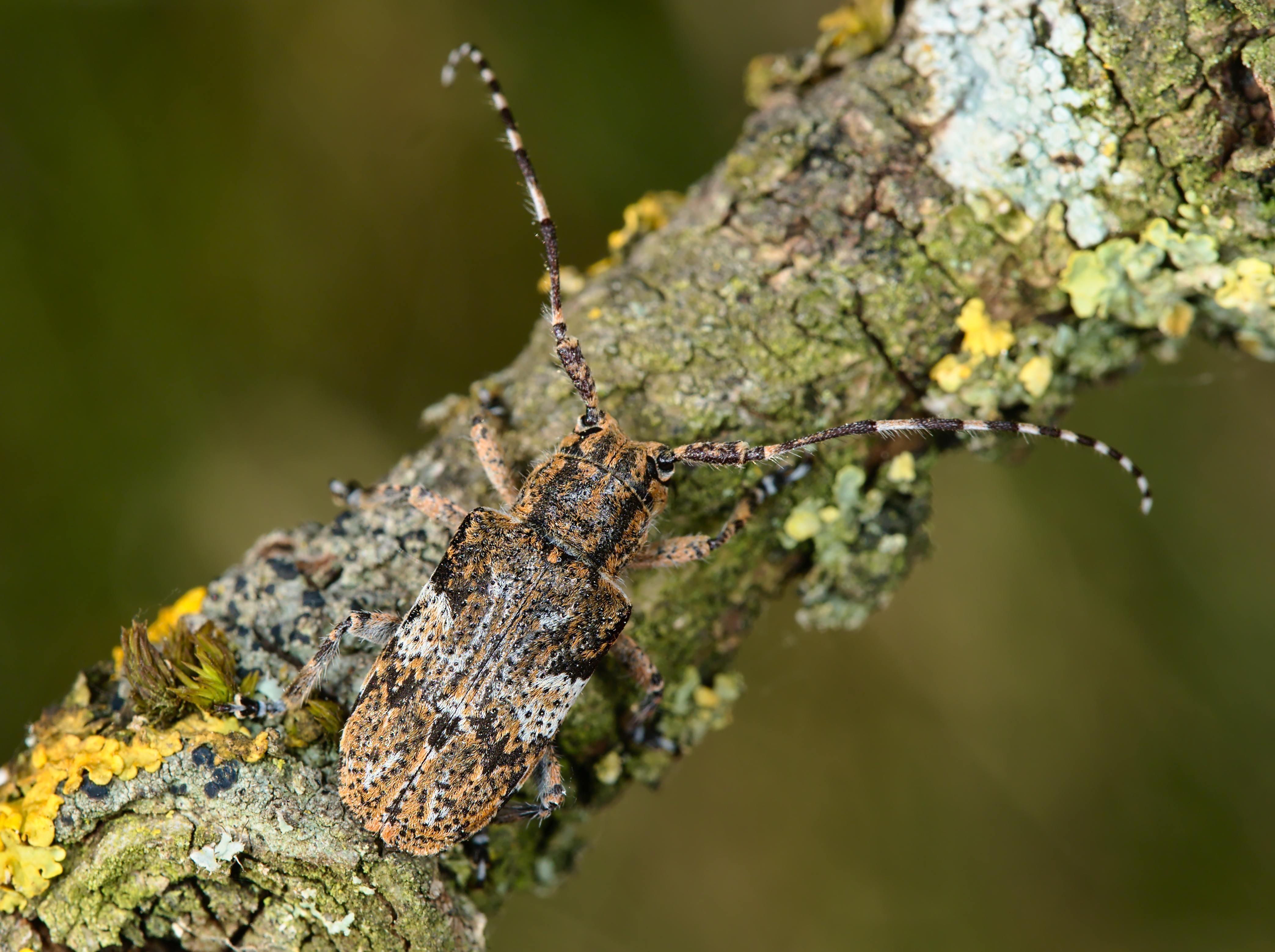
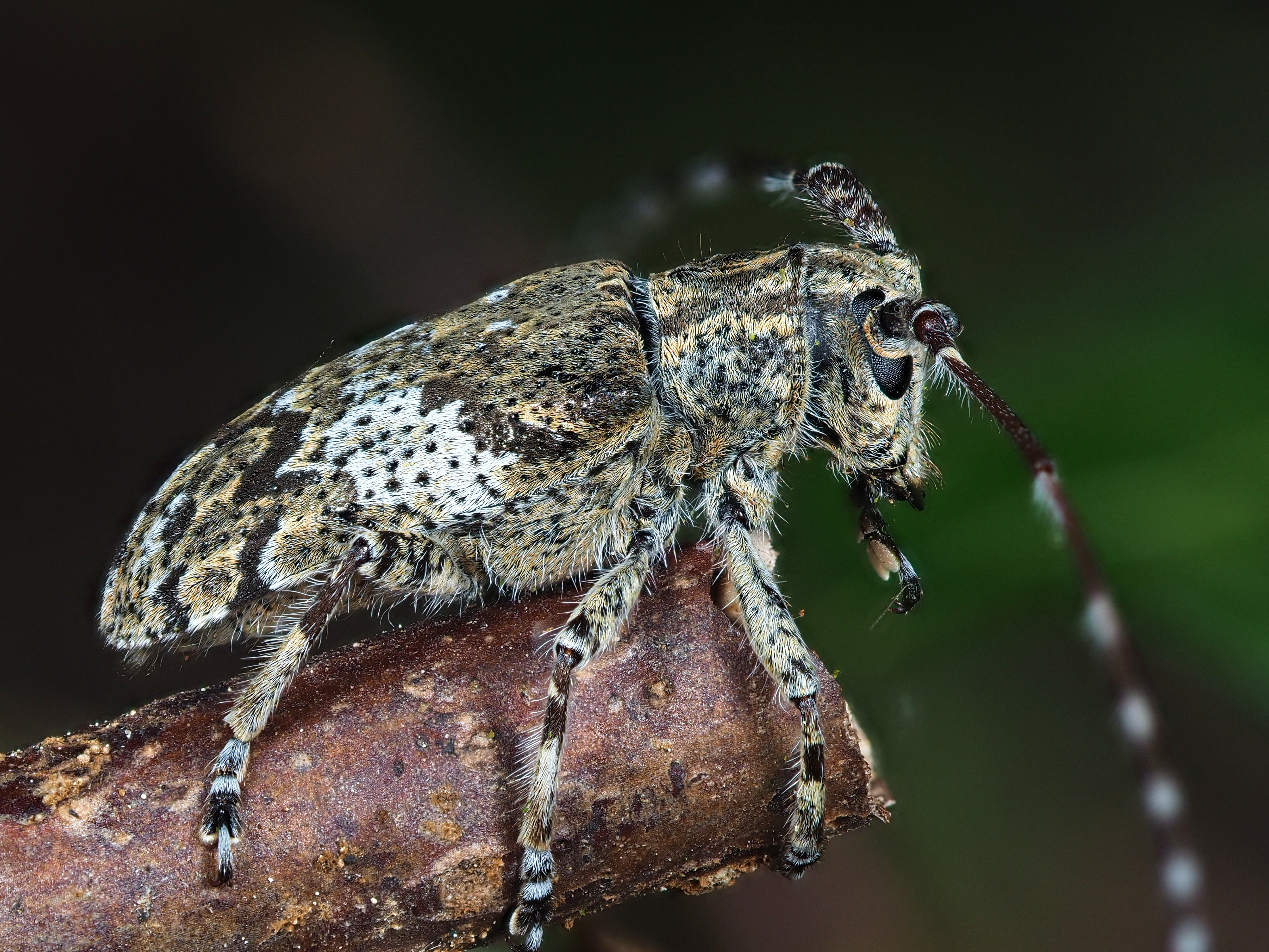
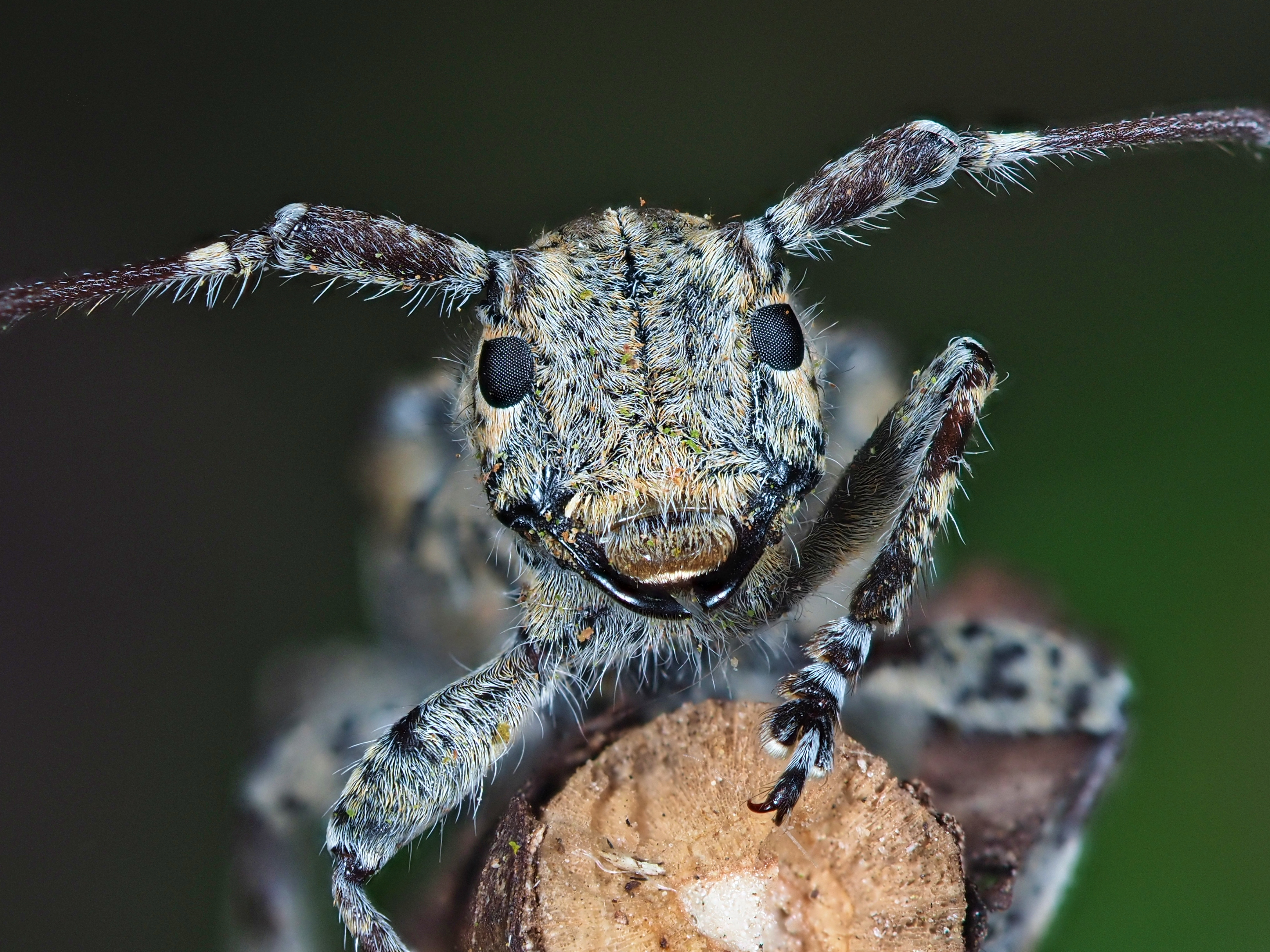

Magyarországon nem védett.